# Nyamwezi (langue)
Pour les articles homonymes, voir Nyamwesi.
Le nyamwezi est une langue bantoue parlée par les Nyamwezi dans les régions de Kigoma, de Rukwa et de Tabora en Tanzanie.